# 여산초등학교
여산초등학교는 대한민국 전북특별자치도 익산시 여산면 여산리에 있는 공립 초등학교이다.

## 학교 연혁
- 1907년 3월 1일 사립여산호산학교 설립(설립자 김영진)
- 1909년 3월 1일 사립여산보성학교 설립(설립자 김문환)
- 1909년 8월 1일 사립효성학교로 통합
- 1912년 5월 1일 여산공립보통학교 개편 인가(개교기념일)
- 1938년 4월 1일 여산제일공립심상소학교로 개칭[1]
- 1941년 4월 1일 여산동공립국민학교로 개칭[2]
- 1946년 5월 31일 여산국민학교로 개칭
- 1981년 3월 1일 본교 19(1)학급 편성
- 1981년 3월 9일 병설유치원 개원(설립인가 3월 1일)
- 1992년 5월 1일 개교 80주년 기념행사
- 1996년 3월 1일 여산초등학교로 개칭[3]
- 2007년 4월 1일 급식실 준공식, 총동창회 창립총회
- 2007년 5월 11일 태권도부 창단식(선수 12명)
- 2009년 3월 1일 여산남초등학교, 여산서초등학교 본교로 합병
- 2018년 9월 1일 제46대 이재생 교장 부임
- 2019년 2월 1일 제105회 15명 졸업(총 9,714명)

## 학교 상징
- 교화 - 개나리 : 개나리는 우리 민족의 얼이 담긴 꽃이며 희망을 나타낸다. 생명력이강하고 추위에 강하며 모진 환경에서도 잘 자라며 주위를 밝게 해준다. 시기적으로 새로움을 뜻하고 샛노란 빛깔이 주는 상큼 발랄함이용와 어린이들과 많이 닮았다.
- 교목 - 느티나무 : 우리나라 자생 수종으로 꽃은 5월에 피며, 열매는 10월에 익는다. 줄기는 강인한 의지를, 고루 퍼진 가니는 조화된 질서를, 단정한 잎들은 예의를 나타내며, 천년이상의 수령으로 마을의 수호목과 정자목으로 이용돼, 안녕과 화합, 태평성대를 기원하는 의미를 가지고 있다.
- 교조 - 까치 : 까치는 좋은 일이 있음을 알려주는 친근감있는 텃새로 사람을 가까이하며학습이나 모방까지 잘하는 지능이 높은 새이다. 용와 어린이들의 장래가밝음을 알려주는 새이다.

## 참고 자료
- 여산초등학교 - 한국교육학술정보원 학교알리미